# Frédéric Guesdon

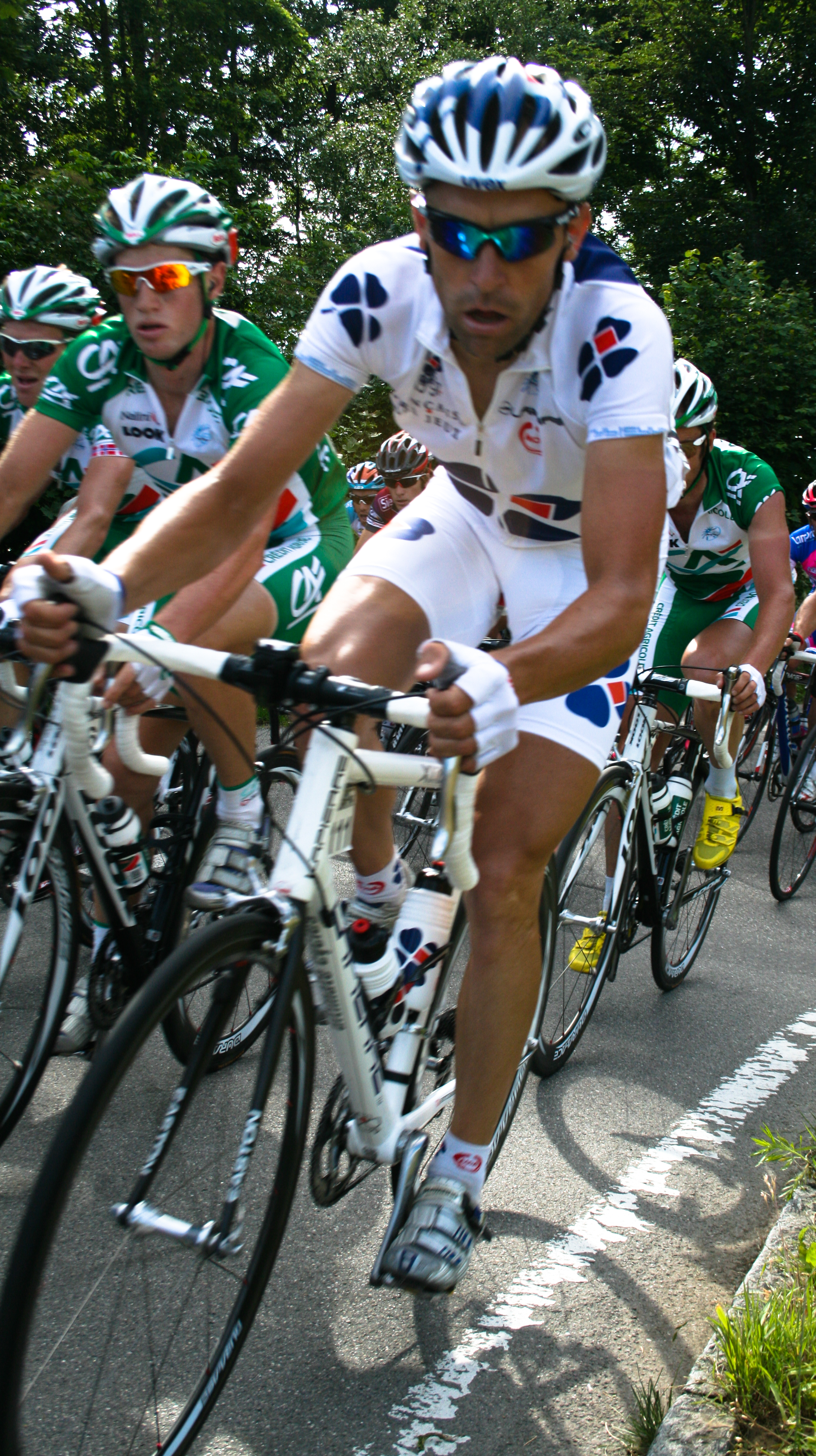
Frédéric Guesdon (2008)

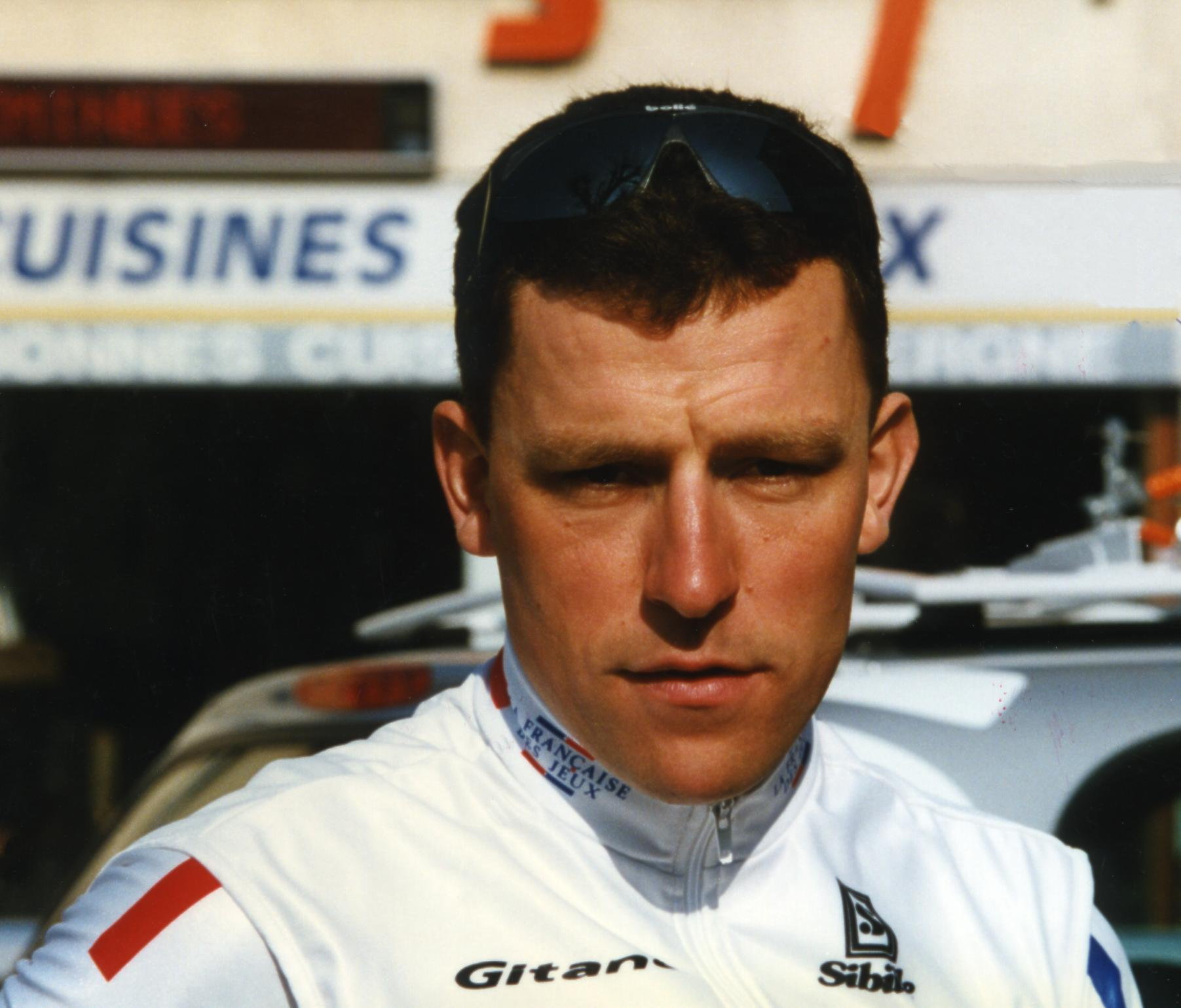
Frédéric Guesdon

Frédéric Guesdon (* 14. Oktober 1971 in Saint-Méen-le-Grand in der Bretagne) ist ein ehemaliger französischer Radrennfahrer und Sportlicher Leiter.

## Karriere
Frédéric Guesdon begann seine Profikarriere 1995 beim Radsportteam Le Groupement und wechselte 1996  er zur italienischen Mannschaft Polti und ein Jahr später zum französischen Team La Française des Jeux, wo er bis zum Ende seiner Laufbahn fuhr.
Seinen ersten Profierfolg feierte er 1997 mit dem Sieg bei dem Eintagesrennen Classic Haribo. Wenig später gelang ihm der größte Triumph seiner aktiven Karriere: Er gewann den Klassiker Paris–Roubaix im Sprint einer Spitzengruppe in der u. a. Jo Planckaert, Johan Museeuw und Frédéric Moncassin fuhren. In den Jahren 2000 und 2002 konnte er noch zwei Etappen bei der Dauphiné Libéré gewinnen. Ein weiterer Klassikersieg gelang Guesdon, als er als einer der beiden letzten Verbleibenden einer größeren Fluchtgruppe den Herbstklassiker Paris–Tours im Sprint gegen Kurt Asle Arvesen für sich entscheiden konnte.
Guesdon, der seine Karriere 2012 bei Paris-Roubaix als Rekordteilnehmer und Sieger von 1997 beenden wollte, musste sich nach einem Hüftbruch im Januar bei der Tour Down Under erst ins Profifeld zurückkämpfen und fuhr bei seinem siebzehnten und letzten Start als 88. mit 18:52 Minuten Rückstand auf den Sieger über den Zielstrich, wurde aber wegen Überschreitung des Zeitlimits nicht klassiert. Guesdon nahm während seiner Karriere achtmal an der Tour de France teil und kam nur einmal nicht ins Ziel.
Nach der aktiven Laufbahn wurde er sportlicher Leiter bei seinem Radteam, FDJ.

## Palmarès
1997
- Classic Haribo
- Paris–Roubaix

2000
- eine Etappe Dauphiné Libéré

2002
- eine Etappe Dauphiné Libéré

2006
- Paris–Tours

2007
- La Tropicale Amissa Bongo Ondimba

2008
- Tro-Bro Léon

## Grand Tours-Platzierungen
| Grand Tour            | 1996 | 1997 | 1998 | 1999 | 2000 | 2001 | 2002 | 2003 | 2004 | 2005 |
| --------------------- | ---- | ---- | ---- | ---- | ---- | ---- | ---- | ---- | ---- | ---- |
| Giro d’ItaliaGiro     | –    | –    | –    | –    | –    | –    | –    | DNF  | –    | –    |
| Tour de FranceTour    | 108  | 111  | 67   | 106  | 116  | 124  | DNF  | –    | 129  | –    |
| Vuelta a EspañaVuelta | –    | –    | –    | –    | –    | –    | –    | –    | –    | DNF  |

## Teams
- 1995 Le Groupement/FFC-L.C.P.F.
- 1996 Team Polti
- 1997–2012 Française des Jeux